# Marcelle Tassencourt
Marcelle Tassencourt, née le 28 mai 1914 à Neuilly-sur-Seine et morte le 18 décembre 2001 à Clamart, est une actrice et metteur en scène de théâtre française.

## Biographie
Le 27 octobre 1940, elle fait la rencontre du journaliste et essayiste Thierry Maulnier. Il se marieront le 25 novembre 1944.
En 1960, elle est nommée à la direction du théâtre Montansier à Versailles. Elle a été professeur au conservatoire de Versailles où elle a eu comme élèves notamment  Catherine Frot, Pierre Pradinas, Georges Corraface, Fanny Cottençon, François de Mazières, Muriel Mayette, Anne Benoît et Francis Perrin qui, quelques années après le Conservatoire national, est devenu à son tour directeur du théâtre Montansier.

## Théâtre

### Comédienne
- 1937 : Le Simoun d'Henri-René Lenormand, mise en scène Camille Corney, théâtre des Célestins
- 1943 : Hyménée, d'Édouard Bourdet, Théâtre de la Michodière.
- 1944 : Antigone de Robert Garnier, mise en scène Thierry Maulnier.
- 1946 : Auprès de ma blonde de Marcel Achard, mise en scène Pierre Fresnay, théâtre de la Michodière
- 1948 : Le Voleur d'enfants de Jules Supervielle, mise en scène Raymond Rouleau, théâtre de l'Œuvre
- 1949 : Le Sourire de la Joconde d'Aldous Huxley, mise en scène Raymond Rouleau, théâtre de l'Œuvre
- 1949 : Jeanne et ses juges de Thierry Maulnier, mise en scène Maurice Cazeneuve, Parvis de la Cathédrale de Rouen
- 1950 : Le Cid de Corneille, mise en scène Jean Vilar, Festival d'Avignon
- 1950 : Le Profanateur de Thierry Maulnier, mise en scène Jean Vilar, Festival d'Avignon
- 1952 : Le Profanateur de Thierry Maulnier, mise en scène Tania Balachova, théâtre Antoine
- 1952 : Le Cocotier de Jean Guitton, mise en scène Paule Rolle, théâtre du Gymnase
- 1953 : La Maison de la nuit de Thierry Maulnier, mise en scène Marcelle Tassencourt et Michel Vitold, théâtre Hébertot
- 1954 : La Condition humaine d'André Malraux, mise en scène Marcelle Tassencourt, théâtre Hébertot
- 1955 : Le Prince d'Égypte de Christopher Fry, mise en scène Marcelle Tassencourt, théâtre du Vieux-Colombier
- 1955 : L'Éventail de Lady Windermere d'Oscar Wilde, mise en scène Marcelle Tassencourt, théâtre Hébertot
- 1956 : L'Éventail de Lady Windermere d'Oscar Wilde, mise en scène Marcelle Tassencourt, théâtre Daunou
- 1957 : Wako, l’abominable homme des neiges de Roger Duchemin, mise en scène Jean Le Poulain, théâtre Hébertot
- 1958 : Procès à Jésus de Diego Fabbri, mise en scène Marcelle Tassencourt, théâtre Hébertot
- 1960 : Le Sexe et le néant de Thierry Maulnier, mise en scène Marcelle Tassencourt, théâtre de l'Athénée
- 1962 : Édouard mon fils de Robert Morley et Noel Langley, mise en scène Maurice Guillaud, théâtre Montansier
- 1964 : Édouard mon fils de Robert Morley et Noel Langley, mise en scène Maurice Guillaud, théâtre Montparnasse
- 1964 : Les Femmes savantes de Molière, mise en scène Marcelle Tassencourt, théâtre Sarah-Bernhardt
- 1965 : Knock ou le triomphe de la médecine de Jules Romains, mise en scène Marcelle Tassencourt, théâtre Montansier, théâtre Montparnasse
- 1965 :   Procès à Jésus de Diégo Fabbri Théâtre Montansier de Versailles avec Charles tordjman(1939)et Dora Doll
- 1966 : Topaze de Marcel Pagnol, mise en scène Marcelle Tassencourt, théâtre Hébertot
- 1967 : Au théâtre ce soir : Topaze de Marcel Pagnol, mise en scène Marcelle Tassencourt, réalisation Pierre Sabbagh, théâtre Marigny

### Metteur en scène
- 1952 : Dialogues des carmélites de Georges Bernanos, théâtre Hébertot
- 1953 : La Maison de la nuit de Thierry Maulnier, mise en scène avec Michel Vitold, théâtre Hébertot
- 1954 : La Condition humaine d'André Malraux, théâtre Hébertot
- 1955 : Le Prince d'Égypte de Christopher Fry, théâtre du Vieux-Colombier
- 1956 : Les Étendards du roi de Costa du Rels, théâtre du Vieux Colombier, théâtre Hébertot
- 1956 : La Belle Dame sans merci de Jean Le Marois d'après John Keats, théâtre Hébertot
- 1955 : L'Éventail de Lady Windermere d'Oscar Wilde, théâtre Hébertot
- 1956 : L'Éventail de Lady Windermere d'Oscar Wilde, théâtre Daunou
- 1956 : La Nuit romaine d'Albert Vidalie, théâtre Hébertot
- 1958 : Procès à Jésus de Diego Fabbri, théâtre Hébertot
- 1958 : Éboulement au quai nord d’Ugo Betti, Poche Montparnasse
- 1959 : L'Homme de guerre de François Ponthier, Comédie de Paris
- 1959 : Long voyage vers la nuit d'Eugene O'Neill, théâtre Hébertot
- 1959 : Le Dessous des cartes d'André Gillois, théâtre Hébertot
- 1960 : Le Sexe et le néant de Thierry Maulnier, théâtre de l'Athénée
- 1960 : Le Signe du feu de Diego Fabbri, théâtre Hébertot
- 1961 : Dialogues des carmélites de Georges Bernanos, Comédie-Française
- 1961 : Le Christ recrucifié de Níkos Kazantzákis, théâtre Montansier
- 1962 : Le Christ recrucifié de Níkos Kazantzákis, Odéon-Théâtre de France
- 1963 : Andromaque de Racine, théâtre Montparnasse
- 1963 : Othello de William Shakespeare, Odéon-Théâtre de France
- 1964 : Britannicus de Racine, théâtre Montparnasse
- 1965 : Knock ou le triomphe de la médecine de Jules Romains, théâtre Montparnasse
- 1965 : Agnès Bernauer de Friedrich Hebbel, Odéon-Théâtre de France
- 1965 : Procès à Jésus de Diego Fabbri, théâtre Montansier avec Charles Tordjman et dora Doll
- 1966 : Topaze de Marcel Pagnol, théâtre Hébertot
- 1967 : Monsieur et Madame Molière de Jacques Chabannes, Théâtre de Puteaux
- 1967 :  Lorenzaccio  d'Alfred de Musset, théâtre Montansier
- 1967 : Andromaque de Racine, théâtre Montparnasse
- 1967 : La Mégère apprivoisée de William Shakespeare, théâtre des Mathurins
- 1969 : Le Menteur de Carlo Goldoni, théâtre de la Renaissance
- 1970 : Le Marchand de Venise de William Shakespeare, théâtre Édouard VII
- 1970 : Egmont de Goethe, théâtre de la Gaité-lyrique
- 1972 : (et jusqu'en 1988) Les Femmes savantes de Molière, avec Dora Doll, différents théâtres
- 1972 : Fils de personne d’Henry de Montherlant, théâtre Montansier
- 1972 : Médée, de Franz Grillparzer, théâtre Montansier
- 1977 : Phèdre de Racine, Grand Trianon Festival de Versailles
- 1978 : Britannicus de Racine, Grand Trianon festival de Versailles
- 1978 : L'Avocat du diable de Dore Schary, théâtre Montansier
- 1979 : Le Bourgeois gentilhomme de Molière, théâtre Mogador
- 1979 : Au théâtre ce soir : La Veuve rusée de Carlo Goldoni, réalisation Pierre Sabbagh, théâtre Marigny
- 1979 : Athalie de Racine, Orangerie du château Festival de Versailles
- 1980 : Arlequin, serviteur de deux maîtres de Carlo Goldoni, théâtre Montansier
- 1980 La Thébaïde de Racine, Orangerie du château Festival de Versailles
- 1981 : Madame Sans-Gêne, Festival de Versailles
- 1983 : Andromaque de Racine, Festival de Versailles
- 1983 : Madame... pas dame de Robert Favart, théâtre Montansier
- 1984 : Madame... pas dame de Robert Favart, théâtre des Bouffes-Parisiens
- 1984 : Le Cid de Corneille, Festival de Versailles
- 1986 : Horace de Corneille, Festival de Versailles Grand Trianon
- 1987 : Polyeucte de Corneille, Festival de Versailles Grand Trianon
- 1988 : Britannicus de Racine, Grand Trianon Festival de Versailles
- 1988 : Les Fourberies de Scapin de Molière, Grand Trianon Versailles
- 1991 : Jeanne et les juges de Thierry Maulnier, théâtre Édouard VII
- 1992 : La Maison de la nuit de Thierry Maulnier, théâtre 14 Jean-Marie Serreau
- 1994 : Britannicus de Racine, théâtre de Boulogne-Billancourt
- 1995 : Les Justes d'Albert Camus, théâtre de Boulogne-Billancourt

## Filmographie

### Cinéma
- 1945 : L'Ennemi secret, court métrage de  J. K. Raymond-Millet
- 1965 : Un mari à prix fixe de Claude de Givray
- 1989 : À deux minutes près d'Eric Le Hung

### Télévision
- 1952 : Le Profanateur, téléfilm de René Lucot
- 1967 : Au théâtre ce soir : Topaze de Marcel Pagnol, réalisation Pierre Sabbagh
- 1975 : La Passion d'Anna Karénine, téléfilm d'Yves-André Hubert
- 1978 : Il était un musicien, série (saison 1, épisode 4 : Monsieur Saint-Saëns), réalisation Claude Chabrol
- 1997 : Maître Da Costa, série (saison 1, épisode 1 : Les Témoins de l’oubli)